# Navicordulia amazonica
Navicordulia amazonica – gatunek ważki z rodziny szklarkowatych (Corduliidae). Występuje na terenie Ameryki Południowej.